# Lenguas arameas
Las lenguas arameas (siríaco: ܐܪ̈ܡܝܐ,  Ārāmāyâ), consideradas el idioma original de los arameos, son un conjunto de lenguas semíticas del noroeste de Mesopotamia, originarias del antiguo Aram y que se extendieron rápidamente al resto de Mesopotamia, donde se han escrito de manera continua durante más de tres mil años y se han hablado en diferentes variantes. El arameo sirvió como idioma de la vida pública de los arameos, como idioma de la administración de reinos e imperios, y también como idioma del culto divino y el estudio religioso. Las variantes modernas se clasifican como neoarameo (arameo moderno). Se habla en diferentes variedades, pero está en peligro de extinción.
El arameo pertenece al grupo noroccidental de la familia de lenguas semíticas, que también incluye las lenguas cananeas como el hebreo y el fenicio. El arameo está escrito en el alfabeto arameo y la variante alfabética más destacada es el alfabeto siríaco. El alfabeto arameo también se convirtió en una base para la creación y adaptación de sistemas de escritura específicos en algunas otras lenguas semíticas, como el alfabeto hebreo y el alfabeto árabe.
La lengua aramea se considera actualmente en peligro de extinción, ya que varias variantes son utilizadas principalmente por las generaciones mayores y la mayoría de los hablantes viven en la diáspora. Los investigadores están trabajando para registrar y analizar todas las variedades restantes del neoarameo antes de que se extingan. El arameo es la lengua nativa de los arameos y mandeos, así como de algunos judíos mizrajíes.
Las primeras inscripciones arameas se remontan al siglo XI a. C., lo que convierte al arameo en uno de los primeros idiomas en escribirse. Se supone con frecuencia que Jesús hablaba arameo.

## Aspectos históricos, sociales y culturales

### Distribución geográfica
Durante el siglo XII a. C., los arameos ―primitivos hablantes de este idioma― comenzaron a establecerse en un territorio que corresponde a las actuales Siria, Armenia y el este de Turquía. Desde allí se expandieron a un territorio más amplio, que iba desde la costa oriental del Mediterráneo hasta la orilla oriental del Tigris. La lengua común más hablada actualmente en Oriente Medio es el árabe, pero el arameo aún tiene importancia como lengua litúrgica y literaria entre los judíos, mandeos y cristianos arameos. Adicionalmente, la turbulencia vivida durante los últimos dos siglos en esta región ha dispersado a hablantes de arameo por todo el mundo.

### Variedades del arameo

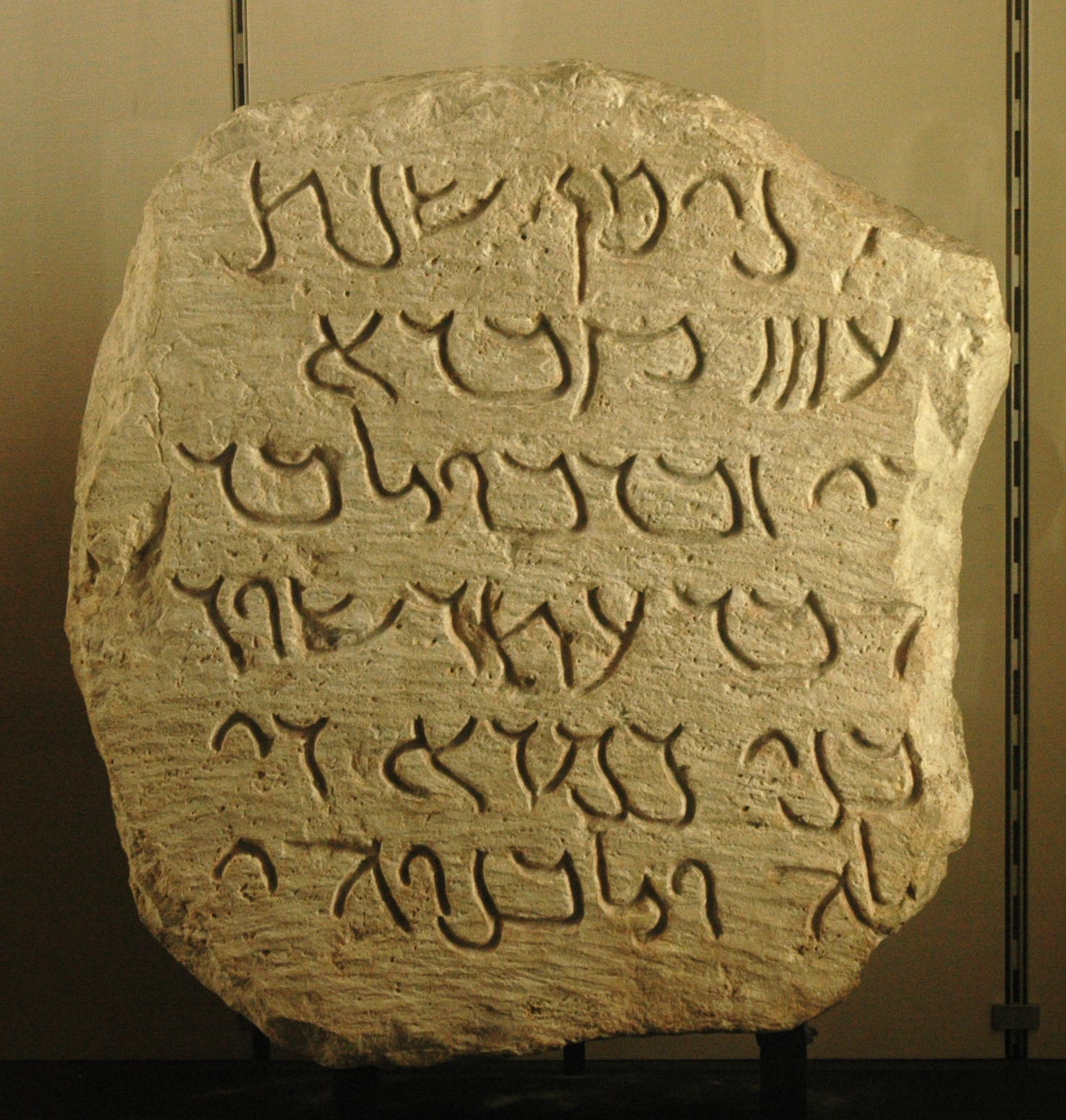
Losa funeraria datada del con una inscripción grabada en caliza en alfabeto palmireno (Museo del Louvre)

En rigor, el arameo no es un único idioma homogéneo, sino un grupo de idiomas bien diferenciados aunque relacionados. Las variedades modernas son fragmentaciones resultantes de la larga historia del arameo (reflejada en su amplia literatura y en su uso por parte de comunidades diferentes, que forman comunidades separadas de diferentes religiones). La diversidad de las lenguas arameas es tal que existen variedades ininteligibles entre sí, en tanto que otras tienen cierto grado de inteligibilidad mutua. Algunas incluso son conocidas por un nombre distinto, como el siríaco, un dialecto del arameo hablado por comunidades cristianas del este.
Los dialectos arameos se clasifican tanto histórica como geográficamente. Por períodos históricos se distingue entre las lenguas arameas modernas, conocidas también como neoarameo, las que se encuentran restringidas al uso literario y aquellas que están extintas. Con ciertas excepciones, esta lógica lo distingue entre las categorías antiguo, medio y moderno. En cuanto a los dialectos modernos, la distinción es geográfica, por lo que los dialectos modernos se clasifican en arameo oriental y arameo occidental, cuyo límite puede delinearse aproximadamente a ambos lados del río Éufrates, o ligeramente al oeste del mismo. Un esquema tradicional del arameo contemporáneo es el siguiente:
- Neoarameo oriental
  - Neoarameo noriental
  - Turoyo
- Neoarameo occidental

### Sistema de escritura
El primer sistema utilizado para escribir el arameo estaba basado en el alfabeto fenicio. Posteriormente, el arameo desarrolló su estilo distintivo de escritura, el cual fue adoptado por los israelitas y otros habitantes de Canaán para sus propias lenguas, por lo que actualmente es más conocido como alfabeto hebreo. Este es el sistema de escritura empleado en el arameo bíblico.
Existen también otros sistemas de escritura para el arameo, uno desarrollado por las comunidades cristianas, una forma cursiva conocida como alfabeto siríaco, y otro, una modificación del alfabeto arameo conocida como alfabeto mandeo.
Además de estos sistemas de escritura, algunos derivados del alfabeto arameo se han usado a través de la historia por grupos particulares, como el alfabeto nabateo en Petra y el alfabeto palmireño en Palmira. En tiempos modernos, el turoyo ha sido escrito en ocasiones con un alfabeto latino adaptado.

## Historia
A continuación una historia comprehensiva del arameo. Esta se divide en tres grandes períodos:
- Arameo antiguo (1100 a. C.-200  d. C.), que incluye:
  - El arameo bíblico de la Biblia hebrea.
  - El arameo de Jesucristo.
- Arameo medio (200-1200), que incluye:
  - El siríaco literario.
  - El arameo de los Talmudes, Tárgumim y Midráshim.
- Arameo moderno (1200 en adelante), que incluye:
  - Varias formas vernáculas modernas.

Esta clasificación se basa en la usada por Klaus Beyer *.

### Arameo antiguo
Este período incluye el arameo hablado por los arameos desde su origen hasta que se consolida como lengua franca de la región. El arameo antiguo comprende más de trece siglos de historia de la lengua. Este amplio espacio de tiempo ha sido escogido de manera que cubre todos los dialectos que se encuentran actualmente extintos. El punto más importante en la historia del arameo antiguo se da alrededor de 500 a. C., cuando se transforma en arameo imperial. Los diferentes dialectos del arameo de la región toman relevancia cuando el griego reemplaza al arameo como la lengua del poder en la región.

#### Arameo antiguo temprano
Comprende el arameo desde su origen. Fue el idioma hablado en las ciudades-estado de Damasco, Hamath y Arpad. Existe gran cantidad de inscripciones que evidencian el uso más temprano del lenguaje, que data del siglo X a. C. Estas inscripciones son principalmente documentos diplomáticos entre las ciudades-estado arameas. Según el experto en lemguas cananeas el Dr. Stefan Jakob Wimmer, la escritura del arameo en este período está basada en el alfabeto caneneo y a su vez en el egipcio y existe unicidad en el lenguaje escrito. El dominio del Imperio Asirio por Tiglatpileser III en la región de Aram a mediados del siglo VIII a. C. conllevó al establecimiento del arameo como lingua franca del Creciente Fértil.

#### Arameo antiguo tardío
Cuando el arameo se expandió durante el siglo VIII a. C., perdió su homogeneidad, y diferentes dialectos comenzaron a emerger en Mesopotamia, Babilonia, el Levante y Egipto, siendo los más extendidos los influidos por el acadio en Babilonia. De esta forma se describen en el Segundo libro de Reyes, en el que funcionarios de Ezequías, rey de Judea, pretenden negociar con los embajadores asirios en arameo, de tal manera que el pueblo no entienda. Alrededor de 600 a. C. Adón, un rey cananeo, escribe al faraón egipcio en arameo.
El caldeo se utilizó como lengua común de la dinastía caldea de Babilonia, y se usó para describir el arameo bíblico, que luego fue escrito en un estilo más tardío. Este dialecto no debe confundirse con el Neo-Arameo Caldeo.

#### Arameo imperial
Alrededor del año 500 a. C., Darío I estableció el arameo como lengua oficial en la mitad occidental del Imperio persa aqueménida. El dialecto local del arameo oriental ya era utilizado en aquel tiempo por los burócratas de Babilonia, por lo que el edicto de Darío colocó al arameo sobre una base sólida. El nuevo arameo imperial fue grandemente estandarizado, su ortografía se basaba más en sus raíces históricas que en la pronunciación de cualquier dialecto hablado, en tanto que la influencia del persa le dio una nueva claridad, flexibilidad y robustez. El arameo imperial es también conocido como arameo oficial o arameo bíblico. Durante siglos después de la caída del Imperio aqueménida en 331 a. C. ante Alejandro Magno, el arameo imperial, como fuera establecido por Darío, permaneció como lenguaje dominante de la región.
El término arameo aqueménida se emplea para describir el arameo imperial que se utilizaba durante el Imperio aqueménida. Este período del arameo se considera generalmente desde la proclamación de Darío I alrededor del 500 a. C. hasta aproximadamente un siglo después de la caída del imperio en 331 a. C. Muchos de los documentos que atestiguan esta forma de arameo provienen de Egipto, particularmente de Elefantina, y el mejor conocido de todos es Palabras de Ahiqar, un libro de aforismos instructivos muy similares al libro de Proverbios (de la Biblia hebrea). La uniformidad del arameo aqueménida es tal que la mayoría de las veces es difícil determinar en dónde fue escrito un fragmento particular del lenguaje. Solo un examen cuidadoso del texto revela alguna palabra foránea prestada de una lengua local.
En 2008 se publicó un grupo de treinta documentos arameos, datables en el siglo IV a. C., que fueron hallados en Bactriana. La importancia del hallazgo se debe a la escasez de material en arameo aqueménida fuera de Egipto y de la Biblia.

#### Arameo postaqueménida

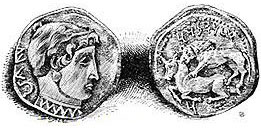
Moneda de Alejandro Magno con una inscripción en arameo.

La unidad de la lengua y literatura arameas no fue destruida inmediatamente por la conquista de Alejandro Magno. El arameo sobrevivió de forma muy similar al que decretó Darío I en el siglo V a. C., hasta inicios del siglo II d. C. Los seléucidas impusieron el idioma griego como oficial en la administración de Siria y Mesopotamia desde el comienzo de su dominio, por lo que este sustituyó al arameo como idioma común de la región ya a partir del siglo III. Sin embargo, el arameo continuó floreciendo en Judea, a través del desierto de Siria, y se extendió a Arabia y Partia como una declaración de independencia antihelenística.
Dentro de esta categoría se encuentra el arameo asmoneo, oficial en Judea entre 142 y 37 a. C., el cual tuvo influencia en el arameo de los textos de Qumrán y fue el principal lenguaje de textos teológicos no bíblicos de la comunidad esenia. El Tárgum, traducción de la Biblia hebrea al arameo, fue realizado en este arameo. El asmoneo también aparece en citas en el Mishná y el Tosefta. Su escritura es diferente del arameo aqueménida, ya que la ortografía hace un énfasis en la pronunciación más que en formas etimológicas.

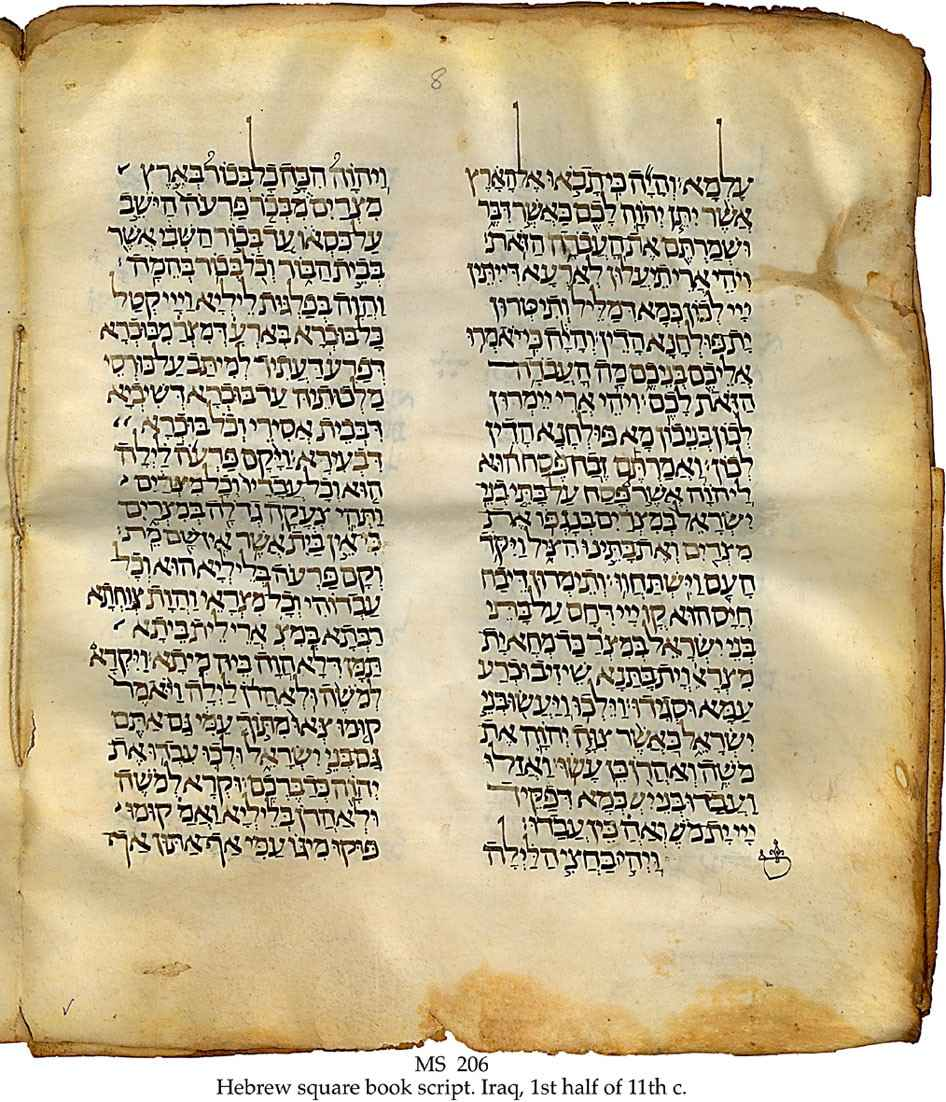
Targum, traducción al arameo de la Biblia hebrea, del.

El tárgum de Babilonia es el último dialecto postaqueménida encontrado en el Tárgum Ónquelos y el Targum Jonatan, los tárgum oficiales. El tárgum asmoneo original llegó a Babilonia entre los siglos II y III y fue modificado de acuerdo al dialecto babilónico contemporáneo para crear el lenguaje estándar de los targum. Esta combinación formó la base de la literatura judía de Babilonia en los siglos siguientes.
El targum de Galilea es similar al de Babilonia en el hecho de que se formó de la combinación del asmoneo literario con el dialecto de Galilea, alrededor del siglo II. Sin embargo, no se le adjudica autoridad, y la evidencia documental muestra que el texto ha sido corregido en tanto y en cuanto se ha necesitado mejorarlo. A partir del siglo XI, cuando el targum de Babilonia se volvió normativo, la versión de Galilea se ha visto influida notablemente por él.
El arameo babilonio documental es un dialecto utilizado desde el siglo III. Es el dialecto de los documentos privados de Babilonia, y a partir del siglo XII, de todos los documentos privados judíos en arameo. Se basa en el asmoneo con muy pocos cambios, seguramente porque muchos de los documentos en este dialecto eran documentos legales, por lo que el lenguaje debía ser común a los judíos en general, y el asmoneo era en aquel entonces el viejo estándar.
El arameo nabateo era el lenguaje del reino árabe de Petra, que entre 200 a. C. y 106  d. C. abarcaba la ribera oriental del Jordán, la península de Sinaí y el norte de Arabia. Los nabateos preferían el arameo al árabe probablemente por sus actividades comerciales en caravanas. El dialecto estaba basado en el aqueménida con algo de influencia del árabe, modificando la l por n y utilizando ciertos extranjerismos. Existen inscripciones nabateas de principios del reino, pero la mayoría datan de los primeros cuatro siglos de nuestra era. El lenguaje se escribió con caracteres cursivos precursores del alfabeto árabe moderno. El uso de extranjerismos se incrementó hasta que en el siglo IV el nabateo se fusionó con el árabe.
El arameo palmireano es el dialecto hablado en la ciudad de Palmira, en el desierto de Siria, desde 44 a. C. hasta 274 a. C. Se escribía con caracteres redondeados, que más tarde dieron paso al alfabeto siríaco. De forma similar al nabateo, tuvo influencias del árabe, aunque en menor medida.
El arameo arsácida fue el lenguaje oficial del Imperio Parto entre 247 a. C. y 224 a. C. Fue el que continuó la tradición del arameo aqueménida oficializado por Darío, aunque con el correr del tiempo sufrió las influencias del arameo hablado, el georgiano y el persa. Luego de la conquista de los partos por el Imperio sasánida, el arsácida ejerció considerable influencia sobre el nuevo idioma oficial.

#### Arameo antiguo oriental tardío
Todos los dialectos mencionados en el subtítulo anterior eran descendientes del Arameo Imperial. Ello no obstante, los diversos dialectos regionales del arameo antiguo tardío convivieron con aquellos, muchas veces como lenguas habladas. La evidencia de estos dialectos se conoce únicamente a través de su influencia en palabras y nombres sobre un dialecto más estándar. Sin embargo, estos dialectos hablados se convirtieron en lenguajes escritos en el siglo II a. C. y reflejan una corriente de dialectos del arameo que no eran dependientes del Imperial y muestran una clara división entre las regiones de Mesopotamia, Babilonia en el oriente, y Judea y Siria en el occidente.
En el oriente, los dialectos palmireano y arsácida se mezclaron con los lenguajes regionales, creando una mezcla entre el dialecto imperial y el regional. Posteriormente, el arsácida se convirtió en mandeo, el lenguaje ritual del mandeísmo.
En el reino de Osroene, centrado en Edesa y fundado en 132 a. C., el dialecto regional se convirtió en el idioma oficial, el Sirio antiguo.
El arameo mesopotámico oriental floreció en el lado este del Tigris, con evidencia en Hatra, Assur y Tur Abdin. Taciano, el autor del "Diatesaron", era originario de Asiria y posiblemente escribió su trabajo en Mesopotamio Oriental y no en sirio antiguo o griego. En Babilonia, el dialecto regional utilizado por la comunidad judía era el babilonio antiguo judío, el cual se vio cada vez más influido por el arameo bíblico y el targúmico babilonio.

#### Arameo antiguo occidental tardío
Los dialectos regionales occidentales del arameo siguieron un curso similar a los del oriente, aunque son bastante distintos del arameo imperial y de los dialectos orientales. El arameo llegó a coexistir con los dialectos cananeos, y terminaron por desplazar al fenicio en el siglo I a. C. y al hebreo en el siglo IV d. C.
La forma mejor atestiguada de arameo antiguo occidental tardío es la utilizada por la comunidad judía. Esta forma se conoce como palestino judío antiguo, siendo su forma más antigua el jordano oriental antiguo, que probablemente provino de la región de Cesarea de Filipo. Este es el dialecto en que se encuentra escrito el más antiguo manuscrito de Enoc (170 a. C.). La siguiente fase distintiva del idioma se conoce como judaico antiguo hacia el siglo II. Este lenguaje se puede encontrar en varias inscripciones y cartas personales, citas preservadas del Talmud y recibos de Qumrán. La primera edición de «La Guerra de los Judíos» de Flavio Josefo se escribió en judaico antiguo.
El jordano oriental antiguo siguió empleándose hacia el siglo I por comunidades paganas que habitaban al este del río Jordán, y se conoce también este dialecto como palestino pagano antiguo. Se escribía con una letra cursiva similar a la del sirio antiguo. Existe la posibilidad de que haya surgido un dialecto palestino cristiano antiguo a partir del pagano, el cual puede estar relacionado con una tendencia al arameo occidental encontrada en los evangelios sirios antiguos (véase Peshita).

#### Dialectos hablados en el tiempo de Jesús

ܝܫܘܥ (transcrito como Isho') es el nombre de Jesús de Nazaret en arameo

En las vecindades de Israel ―además de los dialectos hebreos de Khumrán y de la Mishná (extensamente atestados en los manuscritos del Mar Muerto)―, en el tiempo de Jesús se hablaban siete dialectos del arameo occidental. Eran probablemente distintos aunque mutuamente inteligibles.
El judeo antiguo era el dialecto dominante de Jerusalén y Judea. En la región de Ein Gedi se hablaba el dialecto judeo suroriental. Samaria tenía su propio dialecto distintivo, el arameo samaritano en el que las consonantes he, jet y ayin se pronunciaban todas como álef.
El arameo galileo, el dialecto de la región natal de Jesús, es conocido únicamente por medio de unos cuantos topónimos, las influencias del galileo targúmico, alguna literatura rabínica y unas cuantas cartas privadas. Probablemente se caracterizaba porque los diptongos nunca se simplificaban a vocales sencillas.
Al este del Jordán se hablaban varios dialectos de jordano oriental. En la región de Damasco y las montañas de Antilíbano se hablaba el arameo damasceno, deducido a partir del arameo occidental moderno. Finalmente, al norte en Alepo, se hablaba el dialecto occidental arameo orontés.
Además del hebreo y el arameo, el griego se usaba en los centros urbanos, aunque los papeles exactos de estas lenguas habladas son todavía motivo de debate. Se sugiere que el hebreo era una lengua local, el arameo una lengua internacional del Oriente Medio, y el griego el idioma administrativo del Imperio romano. Los tres idiomas se influyeron mutuamente, en especial el hebreo y el arameo, dándose la incorporación de palabras hebreas en el arameo judío (sobre todo palabras religiosas). Inversamente, vocablos arameos ingresaron al hebreo.
De igual manera, la versión griega del Nuevo Testamento conserva a menudo semitismos no griegos, incluyendo transliteraciones de palabras semíticas:
- Algunas de origen hebreo: la orden de Jesús Ephphatha, εφφαθα, una forma del imperativo hippataj, הִפָּתַח, «¡Sea abierto!».[9]
- Otras de origen arameo: la palabra Talitha, Ταλιθα, que puede representar el sustantivo Ţalyĕthā, טַלְיְתָא, «adolescente».[10]
- Y otras que pueden ser tanto hebreas como arameas, como Rabbounei Ραββουνει que puede ser Ribboni, רִבּוֹנִי, «mi maestro» en ambos idiomas.[11]

La evidencia sugiere un ambiente lingüístico complejo, y es necesario ser cuidadoso cuando se analizan datos.
En 2004, la producción de la película La Pasión de Cristo hizo uso profuso de diálogos en arameo, especialmente reconstruido por William Fulco. A pesar de los esfuerzos, hablantes de arameo calificaron al idioma utilizado como forzado y poco familiar. Además el arameo usado en la película es arameo siríaco del siglo VII y VIII y no arameo palestino como el empleado en Judea en el siglo I.

### Arameo medio

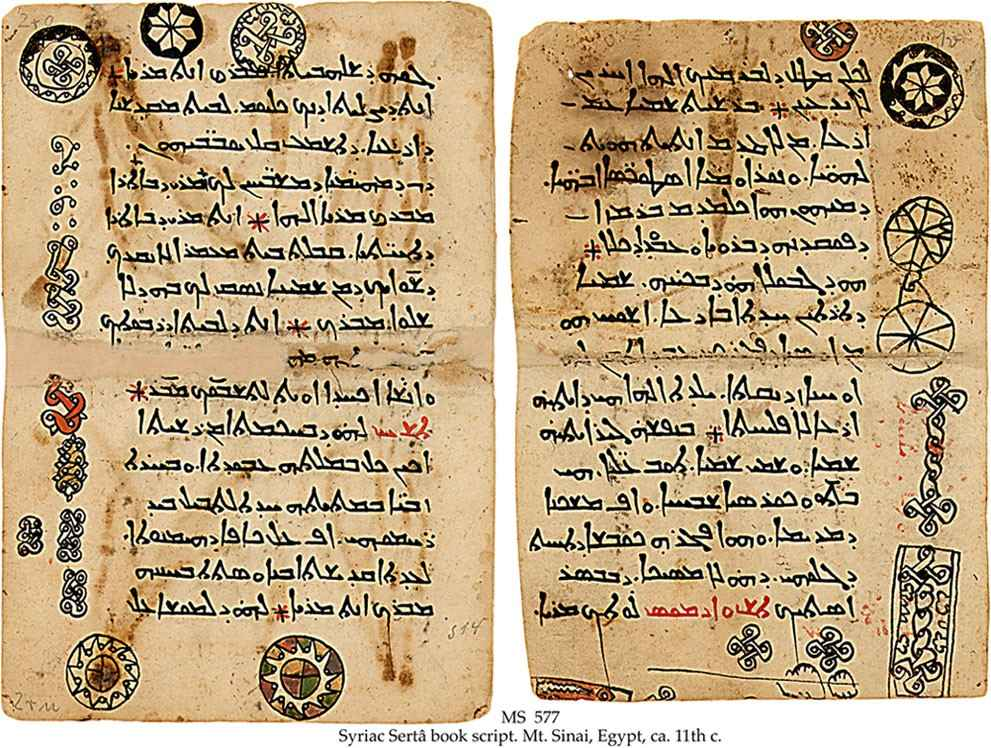
Libro del escrito en alfabeto siríaco.

Se considera al siglo III como el límite cronológico entre el arameo antiguo y el arameo medio, ya que durante este siglo la naturaleza de varios lenguajes y dialectos arameos empieza a cambiar. Los descendientes del arameo imperial dejan de existir como lenguas vivas, y los lenguajes regionales del este y oeste comenzaron a producir nuevas literaturas. A diferencia de muchos de los dialectos del arameo antiguo, se conoce bastante acerca del vocabulario y la gramática del arameo medio.

#### Arameo oriental medio
Solamente dos de las lenguas arameas orientales continuaron existiendo en este período. Hacia el norte de la región, el siríaco antiguo se transformó en siríaco medio; mientras que al sur, el judío babilonio antiguo produjo el judío babilonio medio. Simultáneamente, el dialecto posaqueménida arsácida se transformó en el precursor de la nueva lengua mandea.

##### Siríaco medio

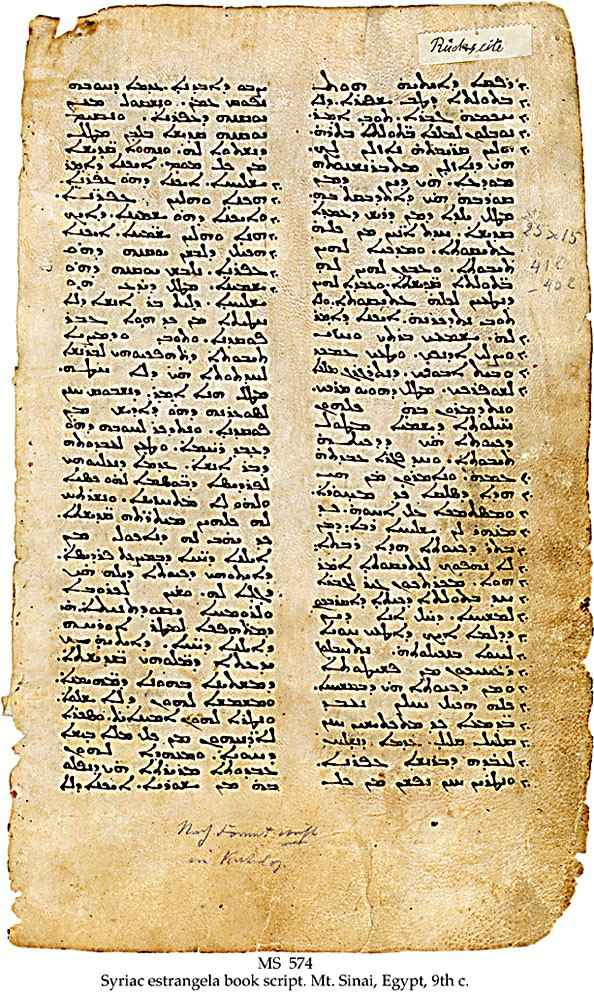
Manuscrito siríaco del. Homilía del Evangelio de Juan por Juan Crisóstomo.

El siríaco medio es el lenguaje clásico, litúrgico y literario de la Iglesia católica siria actual. Su apogeo acaeció entre los siglos IV y VI, comenzando con la traducción de la Biblia a este idioma, la Peshita y la prosa y poesía de Efrén de Siria. A diferencia de su predecesor, el siríaco medio es una lengua netamente cristiana, aunque con el tiempo se transformó en la lengua de aquellos que se oponían al dominio del liderazgo bizantino de la iglesia en Oriente. La actividad misionera condujo a la expansión del siríaco a través de Persia, India y China.

##### Arameo judío babilonio medio
El arameo judío babilonio medio se utilizó por escritores judíos en Babilonia entre los siglos IV y XI. Es identificado más comúnmente como la lengua del Talmud babilonio, completado en el siglo VII y la literatura postalmúdica, que son los productos literarios más importantes del judaísmo babilonio. Las fuentes epigráficas más importantes de este dialecto son los cientos de tazones mágicos arameos inscritos con caracteres judíos.

##### Mandeo
El mandeo es un dialecto hermano del arameo judío babilonio, aunque es tanto lingüística como culturalmente distinto. El mandeo clásico es la lengua en que se compuso la literatura religiosa mandea. Se caracteriza por una ortografía altamente fonética.

#### Arameo occidental medio
Los dialectos del arameo occidental antiguo continuaron con el palestino judío medio, arameo samaritano y palestino cristiano. De estos tres, solo el palestino judío medio continuó como lenguaje escrito.
El judío medio, descendiente del judío antiguo, dejó de ser el dialecto dominante y era utilizado únicamente en el sur de Judea. De forma similar, el jordano oriental medio continuó como un dialecto menor derivado del jordano oriental antiguo.

##### Arameo palestino judío medio
En 135, después de la revuelta de Bar Cojva, muchos líderes judíos expulsados de Jerusalén se trasladaron a Galilea. El dialecto galileo emergió entonces de la oscuridad, y se transformó en el estándar de los judíos en occidente. Este dialecto era hablado no solamente en Galilea sino también en las áreas circundantes. En esta lengua se compuso el Talmud de Jerusalén, completado alrededor del siglo V, y los Midrashim, una serie de comentarios y enseñanzas bíblicas. El estándar moderno de la puntuación de las vocales en el hebreo bíblico (sistema tiberiano del siglo X) se encuentra muy probablemente basado en la pronunciación del dialecto galileo del palestino judío medio.

##### Arameo samaritano
El dialecto arameo de la comunidad samaritana se encuentra testimoniado por primera vez por una tradición documental que puede datarse hasta el siglo IV. Su pronunciación moderna se basa en la forma utilizada en el siglo X.

##### Arameo cristiano palestino
La lengua de los cristianos occidentales hablantes de arameo se evidencia desde el siglo VI, pero probablemente existía desde el siglo IV. El lenguaje en sí mismo proviene del palestino cristiano antiguo, pero sus convenciones de escritura se encontraban basadas en el sirio medio inicial y se encontraba fuertemente influido por el griego (El nombre de Jesús, en arameo Yeshu, se encuentra escrito como Yesûs en palestino cristiano).

### Arameo moderno (neoarameo)
Hoy en día alguna de las lenguas arameas es hablada por más de cuatrocientas mil personas, entre ellos judíos, cristianos, musulmanes y mandeos que habitan en áreas remotas, preservando sus tradiciones por medio de imprentas y últimamente por medios electrónicos. Las lenguas arameas modernas se encuentran ahora más separadas entre sí que en cualquier otro momento en la historia, debido a la inestabilidad política de los últimos doscientos años en Oriente Medio que ha afectado a los hablantes de arameo moderno, produciendo una diáspora mundial. En el año de 1915, los cristianos hablantes de arameo que habitaban en el este de Turquía fueron objeto de persecuciones que marcaron el final del Imperio otomano. En 1948, el recién fundado Estado de Israel atrajo a la mayoría de los judíos hablantes de arameo. Sin embargo, esta migración ha causado que pequeños grupos de judíos hablantes de neoarameo se perdieran literalmente dentro de un mar de hablantes de hebreo moderno, lo que podría hacer inminente la extinción de muchos dialectos de arameo judío.

#### Arameo oriental moderno
El arameo oriental moderno existe como una gran variedad de dialectos y lenguas. Existe una diferencia significativa entre el arameo hablado por judíos, cristianos y mandeos. Dos de las variedades más importantes son el neoarameo asirio y el mandeo.
Las lenguas cristianas son muchas veces llamadas Siríaco Moderno, Siríaco Oriental Moderno o Neoarameo Oriental (llamadas también Sureth o Suret) y se encuentran profundamente influidas por la lengua litúrgica y literaria sirio medio. Sin embargo, estos dialectos también tienen raíces en numerosos dialectos locales principalmente orales, y no son descendientes directos del sirio medio. Los dialectos de este grupo no son mutuamente inteligibles.
El primer artículo de la Declaración Universal de los Derechos Humanos en Sureth, traducido de manera literal:

ܟܠܝܗܝ ܐܢܫܐ ܦܝܫܐ ܝܢܐ ܒܕܝܐ ܚܐܪܐ ܘܫܘܝܐ ܒܐܝܩܪܐ ܘܒܙܕܩܐ. ܘܦܝܫܐ ܝܢܐ ܝܗܝܒܐ ܗܘܢܐ ܘܬܐܪܬܐ ܘܦܝܫܬܐ ܝܠܗ ܣܒܝܪܬܐ ܡܢܝܗܝ ܕܦܠܚܝ ܚܕ ܥܡ ܗܘ ܐܚܪܢܐ ܒܚܕܐ ܪܘܚܐ ܕܐܚܘܬܐ
Todos los seres humanos nacen libres e iguales en dignidad y derechos. Al tener razón y conciencia, deben servirse los unos a los otros en un espíritu de hermandad.

El siríaco occidental moderno, también llamado neoarameo central está generalmente representado por el turoyo, la lengua de Tur Abdin. Una lengua emparentada, el mlahso, se ha extinguido recientemente.
Las lenguas arameas judías modernas son actualmente habladas principalmente en Israel, y la mayoría se consideran en peligro de extinción. Los dialectos judíos provenientes de las comunidades que habitaron entre el lago Urmia y Mosul no son inteligibles. En algunos lugares como Urmia, los cristianos y los judíos hablan dialectos ininteligibles de arameo oriental moderno en el mismo lugar. En otros como Mosul, los dialectos de ambas religiones son similares y permiten conversación.
Algunos mandeos que habitan en la provincia de Khuzestán en Irán hablan mandeo moderno, que es muy distinto de cualquier otro dialecto arameo.

#### Arameo occidental moderno
Muy poco queda del arameo occidental. Aún se habla en el pueblo cristiano de Malula en Siria, y en los pueblos musulmanes de Bakh'a y Jubb'adin, así como por algunas personas que emigraron de estos pueblos a Damasco y otras ciudades de Siria. Todos los hablantes de estos dialectos hablan también árabe, que es el idioma principal en estos pueblos. Corre serio peligro por no haber políticas de normalización y difusión.

#### Comparación léxica
Los numerales en diferentes variantes arameas modernas son:
| GLOSA | Nororiental   | Nororiental | Nororiental      | Nororiental | Nororiental | Nororiental | Nororiental  | Nororiental  | Nororiental     | Nororiental | Nororiental | Turoyo | Occidental | PROTO- ARAMEO    |
| GLOSA | Arameo asirio | Barzani     | Arameo de Bohtan | Caldeo      | Hertevin    | Hulaulá     | Lishán Didán | Lishana Deni | Lishanid Noshan | Mandeo      | Senaya      | Turoyo | Occidental | PROTO- ARAMEO    |
| ----- | ------------- | ----------- | ---------------- | ----------- | ----------- | ----------- | ------------ | ------------ | --------------- | ----------- | ----------- | ------ | ---------- | ---------------- |
| '1'   | xa            | xa          | xa               | xaːʔ        | hˁa         | xa          | xa           | xaʔ          | xa              | hədɔ        | xa          | ħa ħðo | ɑħħɑð      | *ħad             |
| '2'   | trɛ           | tre         | tra              | treʔ        | terte       | tre         | tre          | treʔ         | tre             | tren        | treː        | tre    | iθᵊr       | *tren            |
| '3'   | tˤlaːθa       | tˤlˤaː      | tˁlota           | tˁlaːθa     | tˁlata      | təlhˁa      | taha         | tˁlˁaːha     | tˁlaˈhˁa        | klɔːθɔ      | tˤlaːsˤa    | tloθo  | eθlɑθ      | *tlāθa           |
| '4'   | arˤpa         | ʔaːrba      | arba             | ʔarba       | ʔarba       | ʔarba       | arba         | ʔarba        | ʔarba           | ɑɹbɔ        | ʔarba       | arˤbˤo | ɑrpɑˤ      | *ʔarbāˤ          |
| '5'   | xamʃa         | xamʃa       | xamʃa            | xamʃa       | hˁamʃa      | xamʃa       | xamʃa        | xamʃa        | xamʃa           | hɑmʃɔ       | xamʃa       | ħamʃo  | ħɑmmeʃ     | *ħamʃa           |
| '6'   | əʃta          | ʔəʃta       | əʃta             | ʔəʃta       | ʔeʃta       | ʔəʃta       | əʃta         | ʔəʃta        | ʔiʃta           | ʃɛttʰɔ      | ʔeʃta       | əʃto   | seθː       | *ʔəʃta~ *ʃetta   |
| '7'   | ʃawwa         | ʃuːwa       | ʃawa             | ʃoʔa        | ʃoʔa        | ʃoa         | uʃwa         | ʃøʔa         | ʃoʔa            | ʃʊwwɔ       | ʃowa        | ʃawˤo  | eʃbɑˤ      | *ʃabˤa           |
| '8'   | tmanya        | tmanya      | tmanya           | tmanya      | tmanya      | tmanya      | tmanya       | tmanya       | tmanya          | tʰəmɔːnɔ    | tmenya      | tmənyo | θmoːn      | *tmanya          |
| '9'   | əʧːa          | ʔəʧːa       | əʧːa             | təʃʔa       | ʔeʧʔa       | ʔəʧˁa       | əʧːa         | ʔəʧˁa        | ʔiʧˁa           | ɛʧʧɔ        | teʃʕa       | təʃˤo  | eŧʃɑˤ      | *teʃʕa~ *ʔətʃˤa* |
| '10'  | əʃra          | ʔəʃˤrˤa     | əsˁra            | ʔəsrˁa      | ʔesˁa       | ʔəsraa      | əsra         | ʔəsˁrˁa      | ʔisra           | æsrɔ        | ʕesˤra      | ˤasrˤo | eˤsɑr      | *ʕəsra           |

## Descripción lingüística

### Fonología
La reconstrucción de la fonología de los diferentes estadios del arameo es complicada debido a la escasez de datos respecto algunos aspectos, y que el sistema de escritura es sólo consonántico. Si bien de tanto en tanto se tienen transcripciones de términos arameos en akkadio, griego o demótico donde sí se señalan las vocales, esa evidencia es fragmentaria y difícil de interpretar. El inventario consonántico para el arameo arcaico se ha reconstruido como:
|               |               | Labial | Coronal   | Coronal   | Coronal | Dorsal    | Dorsal  | Gutural | Gutural |
| Inter- dental | Alveo- dental | Labial | Palatal   | Velar     | Uvular  | Faringal  | Glotal  |         |         |
| ------------- | ------------- | ------ | --------- | --------- | ------- | --------- | ------- | ------- | ------- |
| Oclusiva      | sorda         | p      |           | t         |         | k         |         |         | ʔ       |
| Oclusiva      | sonora        | b      |           | d         |         | g         |         |         |         |
| Oclusiva      | enfática      |        |           | t ʼ < ṭ > |         | k ʼ < q > |         |         |         |
| Fricativa     | sorda         |        | θ < š >   | s         | š       |           |         | ħ < ḥ > | h       |
| Fricativa     | sonora        |        | ð < z >   | z         |         |           |         | ʕ       |         |
| Fricativa     | enfática      |        | θ ʼ < ṣ > | s ʼ < ṣ > |         |           |         |         |         |
| Lateral       | sorda         |        |           | ɬ < š >   |         |           |         |         |         |
| Lateral       | sonora        |        |           | l         |         |           |         |         |         |
| Lateral       | enfática      |        |           | ɬ ʼ < q > |         |           |         |         |         |
| Sonorante     | Sonorante     | w      |           |           | j < y > |           | ʀ < r > |         |         |
| Nasal         | Nasal         | m      |           | n         |         |           |         |         |         |

En la tabla anterior sólo se indica un signo cuando el fonema y su transcripción usan la misma letra, y sólo cuando difieren se dan la transcripción usual. Nótese que cada uno de los grafemas < z, ṣ, q > se usa para transcribir dos fonemas diferentes, mientras que < š > transcribe tres fonemas diferentes, esto se debe a que en estadios más tardíos de arameo las distinciones fonémicas originales se perdieron. En cuanto al inventario vocálico más antiguo habría sido /i, ī, a, ā, u, ū/, idéntico al del protosemítico. Este sistema experimentó cambios notables en estadios posteriores:
- arameo imperial, en este estadio se dieron los cambio /ɬ/ > /s/, /ɬʼ/ > /ʕ/ y /θ, ð, θʼ/ > /t, d, tʼ/. Estos cambios redujeron notablemente el número de consonantes dentales. Esos cambios se reflejaron en la escritura: así el fonema /ð/ escrito inicialmente < z > pasó a escribirse < d > y algo parecido sucedió con los fonemas que cambiaron.
- arameo medio, /a/ > /i/ en sílabas cerradas, las /i, u/ tónicas pasaron a ser /e(ː), o(ː)/, en todos los dialectos /ai/ > /eː/ > /ei/ y /au/ > /oː/ > /ou/ (aunque estos cambios se dieron en momentos diferentes en cada dialecto, aunque todos acabaran experimentándolos). Además en la primera sílaba pretónica se pierden las vocales breves (aunque si se produce un grupo consonántico complicado la posición de la vocal queda marcada por [ə]). Además en esta época la cantidad vocálica deja de ser fonémicamente distintiva. En algunos dialectos, no todos, se dan además cambios como /ā/ > /ɔ/, /u/ átona > /ɔ/ en algunos contextos fonéticos, /i, a/ átonas > /ɛ/ en algunos contextos fonéticos. Así en los dialectos que experimentaron todos estos cambios el sistema vocálico pasó a ser heptavocálico /i, e, ɛ, a, ɔ, o, u/ (mientras que en uno donde los últimos cambios no ocurrieron quedaría como pentavocálico /i, e, a, o, u/.
- arameo tardío, en este estadio existían diversos sistemas vocálicos, o como mínimo sistemas de diacríticos para denotar los vocales, estos sistemas dependían de los diferentes dialectos distinguiéndose el arameo tiberiano, el arameo babilonio, el arameo nestoriano y el arameo jacobita.

### Sistemas de escritura
- Alfabeto arameo
- Alfabeto hebreo
- Alfabeto mandeo
- Alfabeto fenicio
- Alfabeto siríaco